# Nyikolaj Dmitrijevics Kondratyjev

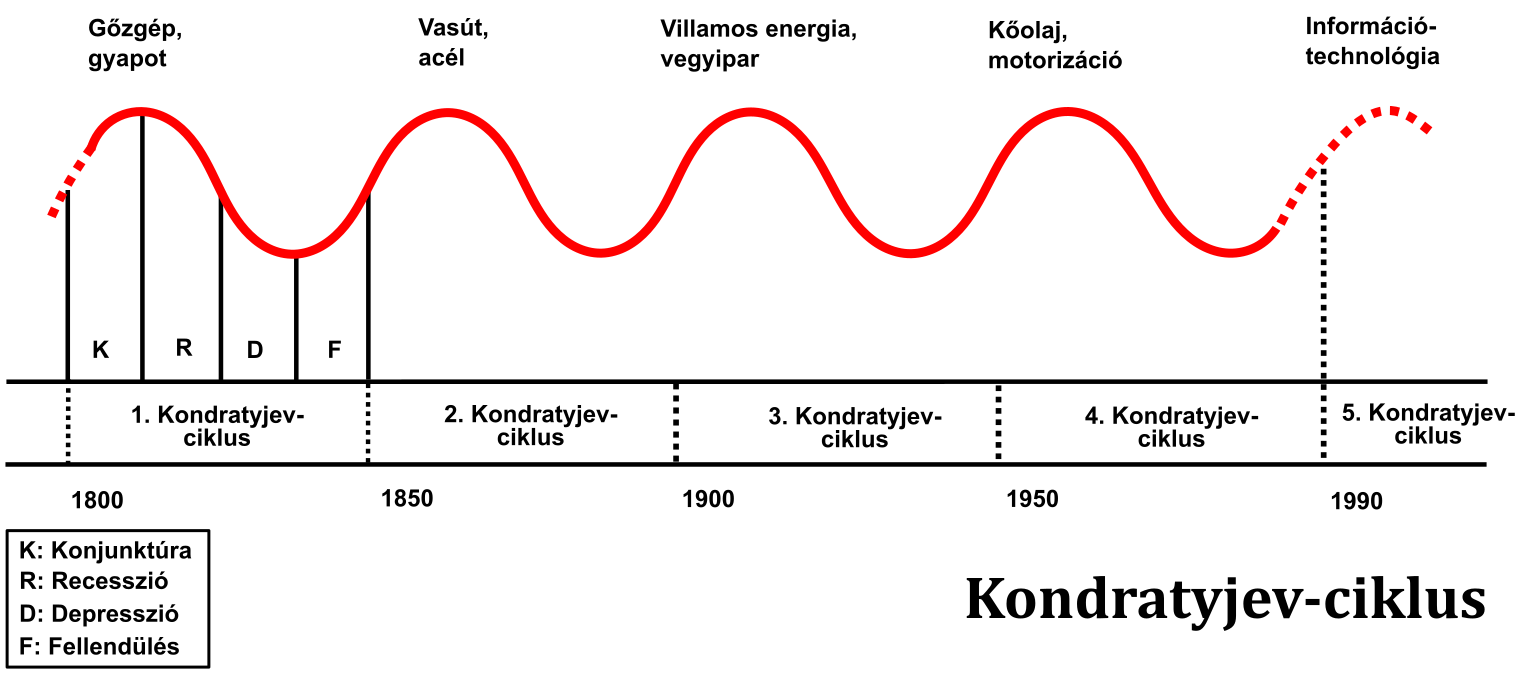
A Kondratyjev- és az alapvető innovációs ciklusok alakulása

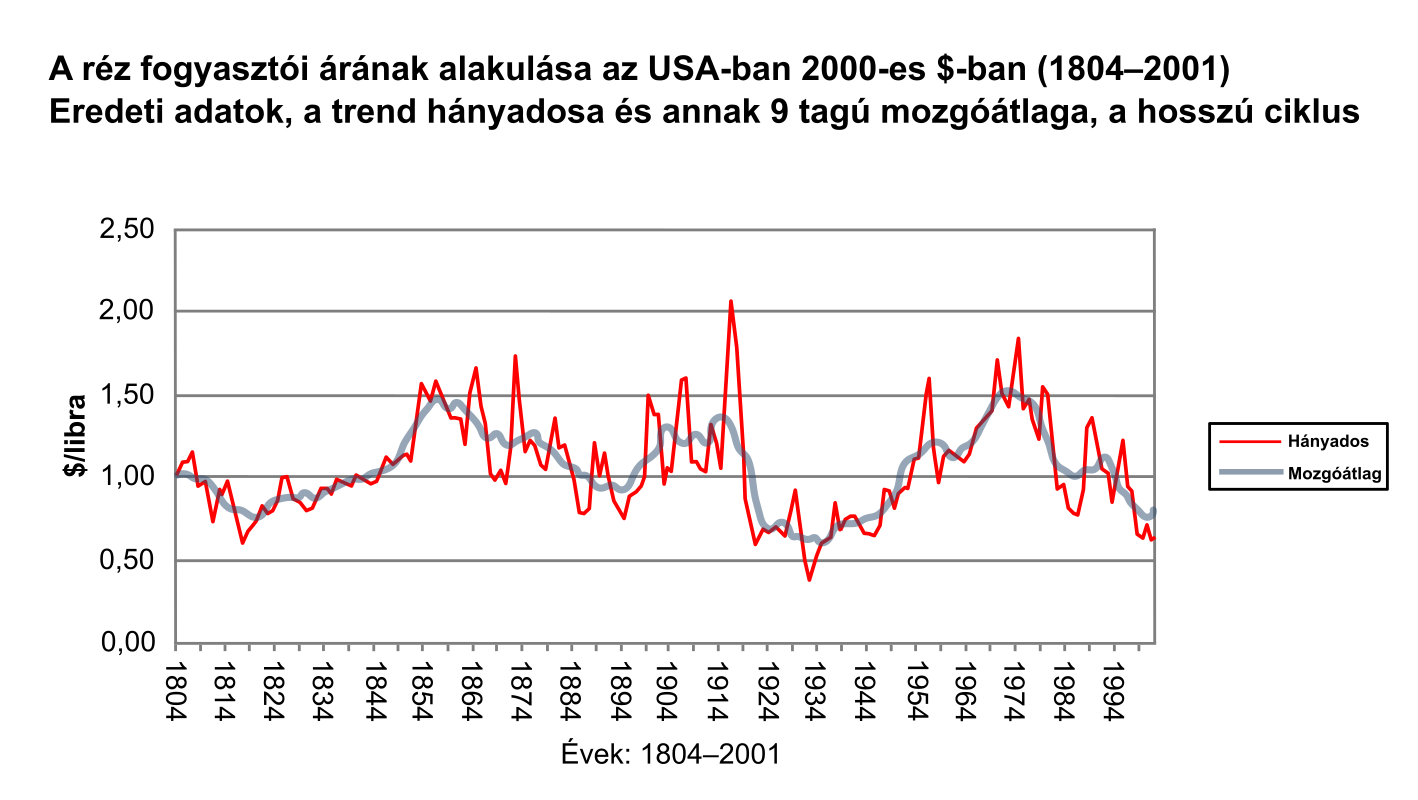
A réz fogyasztói árának alakulása az USA-ban 2000-es $-ban (1804–2001) Eredeti adatok, a trend hányadosa és annak 9 tagú mozgóátlaga, a hosszú ciklus

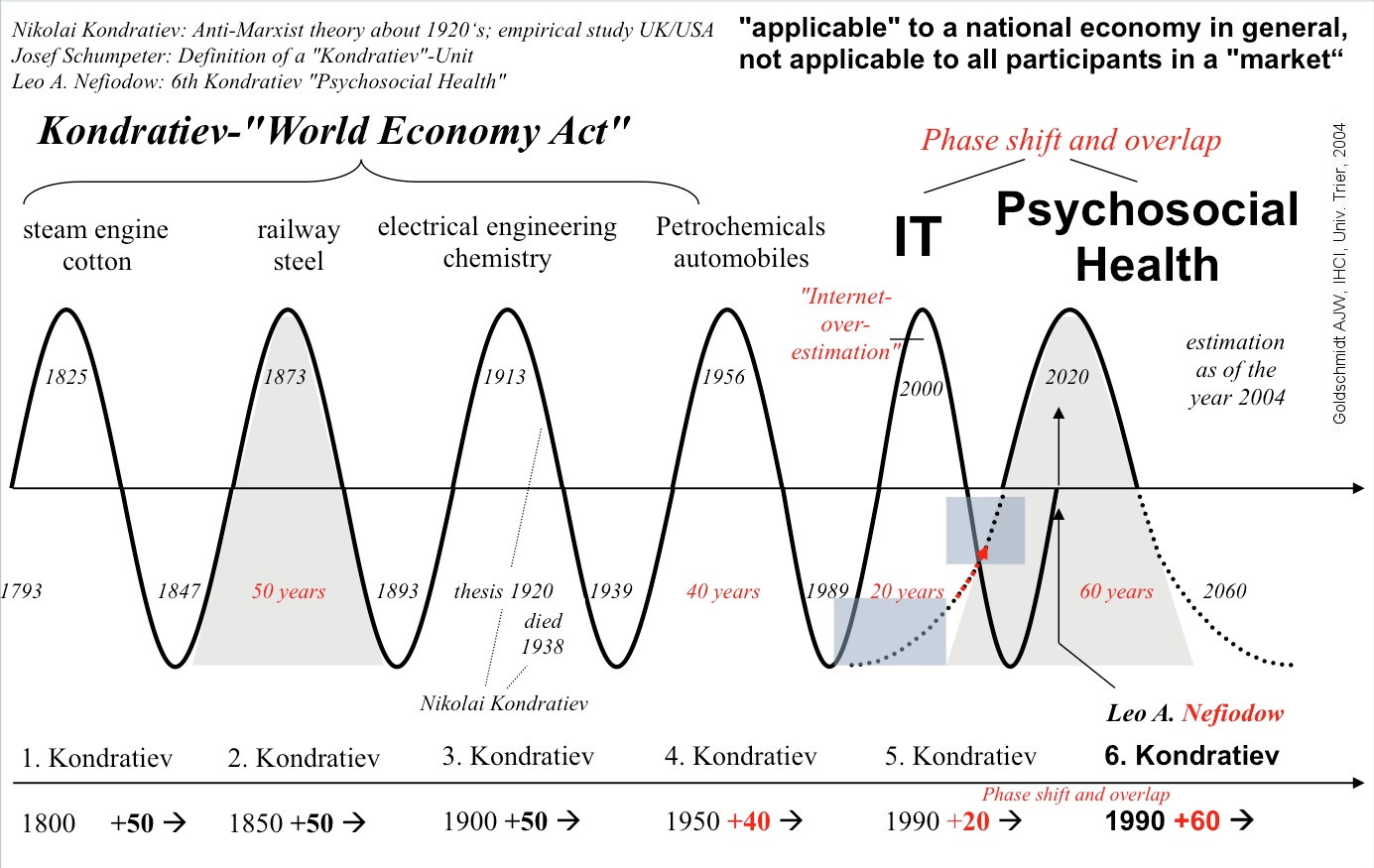
A Kondratyev- és az IT (Information Tecchnology) és egészségügyi ciklusok alakulása. J. W. Goldschmidt 2004-es előadása alapján

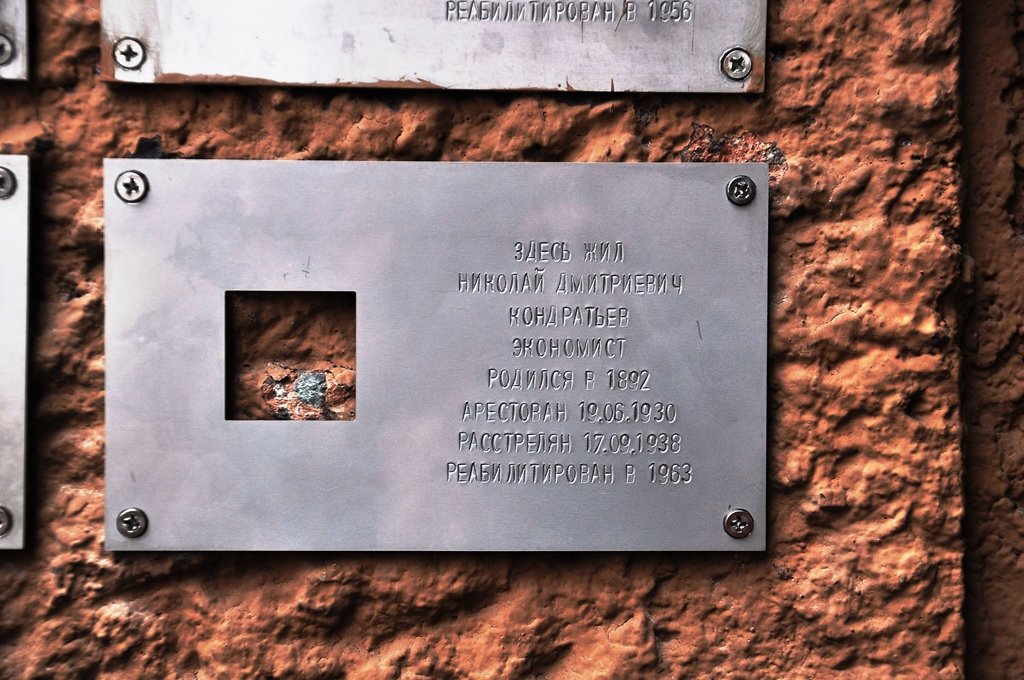
Emléktáblája az utolsó ismert lakhelyén Moszkvában.

Nyikolaj Dmitrijevics Kondratyjev (oroszul: Николай Дмитриевич Кондратьев; Galujevszkaja, 1892. március 16. – Kommunarkai kivégzőhely, Moszkvai terület, 1938. szeptember 17.) orosz származású szovjet közgazdász, konjunktúrakutató, az Új gazdaságpolitika (NEP) híve, ami az 1920-as években előmozdította a kis magán-, szabadpiaci vállalkozásokat a Szovjetunióban. A 45-60 éves hosszú ciklusokat a hazai és a nemzetközi szakirodalomban felfedezőjéről Kondratyjev-ciklusnak hívják. Kondratyjev a Szovjetunió első ötéves tervének kidolgozásában is részt vett.

## Élete
Az Orosz Birodalom Kosztromai kormányzóságában, Galujevszkaja faluban (maː Ivanovói terület, Vicsugai járás) született 1892. március 16-án (a julián naptár szerint március 4-én), paraszti családban. A tíz gyermek között ő volt a legidősebb. Alapfokú oktatást a helyi járási egyházi gyülekezeti iskolában kapott (1900–1903), majd a hrenovói egyházi tanítóképző szemináriumba járt (1906–1907). Később beiratkozott a földművelési-kertészeti szakképző iskolába (1907–1908), és részt vett Szentpéterváron Alekszandr Csernyajev általános műveltséget adó előadásain (1908–1911). 1911-ben a kosztromai gimnáziumban külsős érettségi vizsgát tett. Az érettségi vizsga évében beiratkozott a Szentpétervári Egyetem jogi karára.
Családi fotó Kondratyjevről, szüleiről, testvéreiről, feleségéről, leányáról.

## Szakmai életpályája
1915-ben jelent meg első monográfiája – ami diplomamunkája volt – A Kosztromai kormányzóság Kinyesmai zemsztvójának gazdasági fejlődése címen. Kondratyjev ezt a munkáját 23 éves korában írta, és monográfiájáért doktori címet kapott. Kondratyjev az októberi forradalom után 1918 elején Moszkvába költözött, rövid ideig a moszkvai Központi Bankban dolgozott. A februári forradalom után a földreformot előkészítő bizottságban tevékenykedett, valamint az e párt tagjaként az Ideiglenes, rövid ideig működő (1917. július 21. – 1917. november 7.) Kerenszkij kormányban 1917. október 5-től november 7-ig élelmezésügyi miniszterhelyettesként dolgozott.  25 évesen az októberi forradalom után az (akkor Nagy Péterről, később Tyimirjazevről elnevezett) moszkvai mezőgazdasági akadémia professzora lett. Itt szervezték meg 1920-ban a Szovjetunió első konjunktúrakutató intézetét, amely hamarosan a Pénzügyi Népbiztosság irányítása alá került, igazgatója pedig Kondratyjev lett (1920–1928). Az intézetben egy kis létszámú (mintegy 50 fős) szakértő gárda dolgozott. Pl.: Jevgenyij Jevgenyjevics Szluckij, Mihail Vasziljevics Ignatyjev és mások.
1922-ben publikálta A gabonapiac és szabályozása Oroszországban a háború és a forradalom idején című munkáját. Kondratyjev a hosszú ciklusok problémakörét először az 1922-ben, Vologdában kiadott könyvében fogalmazta meg. Könyvének címe: A világgazdaság konjunktúrái a háború alatt és után
Kondratyjev és Pityirim Alekszandrovics Szorokin szociológus feleségeikkel 1924-ben az USA-ban voltak tanulmányúton. Erről fényképet is közölt Arejev és Mjaszedov tanulmányában, ami 2013-ban egy orosz szaklapban jelent meg. Kondratyjev megismerkedett a Harvard iskola tagjaival. Közülük a legnagyobb hatást rá Wesley Clair Mitchell gyakorolta, aki a NBER National Bureau of Economic Research (Nemzeti Gazdaságkutató Intézet) egyik vezetője volt és a konjunktúraciklusok okainak feltárásában játszott úttörő szerepet.
Amerikai útja után ezt az elméletet fejlesztette tovább legjelentősebb munkájában, amit A konjunktúra nagy ciklusai  címen közölt 1925-ben. Egyik utolsó munkája, ami a Szovjetunióban megjelent, a Kondratyjev, N. D. és Oparin, D. I. közötti vita a konjunktúra hosszú ciklusairól.
Már 1927-ben Sz. G. Sztrumilin, az Goszplan egyik vezetője a „narodnyikság epigonja” címen intézett támadást ellene. Lev Kritzman (1890-1938) 1928–1931 között az Agráregyetem igazgatója, 1931-1933 között az Állami Tervbizottság elnökhelyettese is aktív szerepet játszott N. D. Kondratyjev és A. V. Csajanov (1888-1937) elleni hajtóvadászatban. Ennek ellenére Kritzmant 1938. június 17-én kivégezték.
1930 júliusában letartoztatták Kondratyjevet és több társát, harc indul a “Dolgozó Parasztság Pártja” ellen. Kondratyjev először a moszkvai Butirka börtönben raboskodott, ahol folytatni tudta tudományos tevékenységét és megírta A közgazdasági statika és dinamika alapvető problémái. Előzetes vázlat c. monográfiáját, amit átadott a feleségének. Kondratyjev leánya átadta a kéziratot a Nauka könyvkiadónak, ami 1991-ben orosz nyelven megjelent. Kondratyjev börtönévei a „szuzdali levelek”-ből rekonstruálhatók.
1934. augusztus 15-én feleségéhez írt levelében összefoglalta tudományos kutatómunkájának eredményeit. Ezek lennének orosz nyelven megjelent legfontosabb munkáim írta:
a) A társadalmi-gazdasági fejlődés törvényeiről szóló fő tanítások. (1914)
b) A gabonapiac… (1922)
c) A világgazdaság és konjunktúra a háború idején és a háború után (1922)
d) A tudományos előrelátás problémája (1927)
e) Az ipari és mezőgazdasági áruk árának dinamikája (1928)
f) Több mint 100 tudományos cikk különféle folyóiratokban.
Más nyelveken kiadott műveim Amerikában a Quarterly Journal of Economics, Németországban az Archiv für Sozialwissenschaft und Sozialpolitik és a Zeitschrift für Betriebswirtschaft, Franciaországban a Revue internationale du Travail, Magyarországon a Történelmi Szemle hasábjain jelentek meg. Kondratyjevnek 145 publikációja jelent meg különböző nyelveken (oroszul, angolul, franciául, magyarul németül, spanyolul) ebből 20 letartoztatása, 1930 után.
Kondratyjev életének utolsó éveit 1932 februárjától  a szuzdali elkülönítő táborban töltötte. Feleségének, Jelenának 1932–1938 között írt levelei fennmaradtak és publikálásra kerültek először orosz, majd magyar nyelven is. Ezek a „Szuzdáli levelek” 2000.(12. évfolyam). Fordította Kovács János Tamás
"Szuzdalban Kondratyjev egészsége gyorsan romlott. Hol bekerült a börtönkorházba, hol kikerült onnan, súlyos fejfájásra, szédülésre, időszakos süketségre, krónikus reumára, hasmenésre, hányásra, álmatlanságra és depressziós tünetekre panaszkodott. 1936-ra gyakorlatilag megvakult....Több mint száz levelet írt a feleségének, Jevgenyijának." (Forrás: Orlando Figes: A suttogók.  292)
Kovács János Tamás megjegyzései: „Kondratyjevet 1930 júniusában tartóztatják le, mint a „Dolgozó Parasztok" állítólagos pártjának állítólagos vezetőjét. A koncepciós pert, melyet végül máig ismeretlen okból elejtenek, vad propagandakampány előzi meg az ún. Kondratyjevscsina ellen, melynek során Kondratyjevet és társait (a legismertebb közülük A. V. Csajanov) a Buharin vezette ún. jobboldali ellenzék lejáratására is felhasználják. A megkülönböztetett figyelmet egyebek között azzal érdemli ki, hogy a húszas évek során tudományos műveiben hitet tesz a gazdaság organikus, agrárszektorra támaszkodó, piacbarát és a világpiacra is nyitott fejlesztése mellett. Neonarodnyiknak, eszer ellenforradalmárnak bélyegzik, holott csak nem volt bolsevik. Ha az lett volna, akkor se valószínű, hogy másként végzi. 1931 tavaszán, 39 évesen tanúként jelenik meg a mensevikek perében, ahol arra kényszerítik, hogy megtagadja korábbi nézeteit. Ezután még majd egy évig ül Moszkvában börtönben, míg Szuzdalba nem internálják. Szédületes tudományos pálya szakad meg ezzel, mely Tugan-Baranovszkij iskolájától, a Kerenszkij-kormány élelmezésügyi miniszterhelyettesi posztján át, a moszkvai Konjunktúrakutató Intézet irányításáig vezet. Még a moszkvai börtönben is alkot: húsz ívnyi kézirattal búcsúzik az élettől, mely A gazdasági statika és dinamika alapproblémái (Osznovnije problemi ekonomicseszkoj sztatyiki i gyinamiki) címet viseli. E kéziratot szerette volna folytatni Szuzdalban. A leveleket a V. V. Ivanov és M. Sz. Kovaljova által szerkesztett, hasonló című kötet közli (Moszkva, Nauka, 1991, 535-561.). Az itt következő összeállítás egy rövidítés rövidítése, illusztrációja a szerkesztők által már megválogatott levélrészleteknek. K. J. T.”
Kondratyjev közvetlen munkatársai N. P. Makarov, A. V. Csajanov, N. P. Oganovszkij, A. N. Cselincev voltak. Egyes források szerint N. P. Makarovot (1886-1980) nem végezték ki. Az OGPU (Оbjegyinyonnoje Goszudarsztvennoje Politicseszkoje Upravlenyije – Egyesített Állami Politikai Igazgatóság), azaz a politikai rendőrség adott nevet annak a csoportosulásnak (Trudovaja Kresztyjanszkaja Partyija – Paraszti Munkapárt), amelyet az 1932-es koholt vádirat szerint N. D. Kondratyjev vezetett, „Központi Bizottságában” helyet foglalt többek között Csajanov és L. N. Litosenko is. A vád szerint a kollektivizálást ellenző ellenforradalmi szervezkedés 1925–1926 folyamán egybefonta a szovjetellenes közgazdászokat, agrár szakembereket, tanítókat, statisztikusokat a rendszer megdöntésére; az „üggyel” kapcsolatosan 1930-tól összesen 1 300 főt tartóztattak le.
Kondratyjevet 1930-ban nyolc év börtönre ítélték, majd 1938-ban amikor kiszabadult volna kivégezték. A súlyos és borzalmas helyzetet, ami 1928-ban a Szovjetunióban kialakult Sztálin az egyre gyengülő pártellenzék (Buharin) vagy a szakértő közgazdászok (Kondratyjev, Groman, Szadirin), a magas beosztású, de régi vágású tisztviselők nyakába varrta. A Kondratyjev és társai elleni per elhalasztása Sztálin döntése volt, ezt írta Molotovnak 1930. augusztus 6. után: „Azt gondolom, hogy a Kondratyjev–Groman–Szadirin-ügy nyomozását kellő alapossággal, nem sietve kell tovább folytatni. Ez nagyon fontos ügy.” „Kondratyjevet, Gromant és a gazemberek más párosát feltétlenül agyon kell lőni.” 1930. szeptember 22-én már ezt a táviratot küldte: „Még várjatok a Kondratyjev-ügy bírósági átadásával. Ez nem teljesen veszélytelen. Őszig várjatok ennek az ügynek az eldöntésével. Október közepén majd együtt eldöntjük ezt a kérdést. Van néhány elképzelésem, ami ellene szól.”

Közreadja Varga Lajos. Kordokumentum. „Feltétlenül agyon kell lőni!” Sztálin levelei Molotovhoz, 1929–1930. Világosság. 1997. 2. szám.
Kondratyjevet és 14 kivégzett társát a Szovjetunió Legfelsőbb Bírósága 1987. július 16-án rehabilitálta. Ld.: Nemzetközi Szemle, 1987-11-01/11. szám. Hét évtized. Lev Voszkreszenszkij: Visszatérés. Rehabilitált tudósok. Moszkovszkije Novosztyi. (33. szám) 1987. augusztus 16.„Boldog az a nap, amely az igazság győzelmét hozza (és nem számít, hogy kis vagy nagy igazságról van-e szó).1987. július 16-a ilyen nap volt: a Szovjetunió Legfelsőbb Bírósága, miután megvizsgálta a Szovjetunió főügyészének óvását a harmincas évek elején elítélt tizenöt állampolgár ügyében, hatályon kívül helyezte az 1931-ben, 1932-ben, valamint 1935-ben hozott ítéleteket, és a büntetőeljárást – bűncselekmény hiányában – megszüntette. A rehabilitációt már egyik elítélt sem érhette meg. Említsük meg mind a tizenötüket, hiszen büszke rájuk a szovjet tudomány, és némelyikük nevével a jövőben többször is találkozhat majd az olvasó: A. V. Csajanov, N. D. Kondratyjev, A. N. Cselincev, N. P. Makarov, L. N. Jurovszkij, A. G. Dojarenko, A. A. Rübnyikov, L. N. Litosenko, Sz. K. Csajanov, L. B. Kafengauz, A. V. Tyejtyel, I. N. Leontyjev, A. O. Fabrikant, O. A. Hauke, N. V. Genzehadze.”
Magyarországon 1926 és 1948 között a Heller Farkas iskola tagjai ismerték és ismertették Kondratyjev hosszú hullámokkal kapcsolatos kutatási eredményeit. Néhány fontosabb könyv, amit publikáltak e témakörben: Andreich Jenő: A konjunktúrakutatás módszerei, MTA. Budapest, 1937. Kádas Kálmán: Áralakulás irányítása és a piaci egyensúly, Közgazdasági könyvtár. XXV. kötet. Budapest, 1941. Theiss Ede: Konjunktúrakutatás, A Mérnöki Továbbképző Intézet kiadványai, 15. kötet. 11. füzet. Budapest, 1943. Heller Farkas: A közgazdasági elmélet története, Gergely R. Budapest. 1943. Heller Farkast  1949. XI. 29-én kizárták az Akadémia tagjai sorából és tanácskozó tagnak minősítették vissza. A tanácskozó tagság csak formális címet jelentett. Az átszervezés során az összes közgazdász akadémikust kizárták. 1949-től a kommunista időszak közgazdaságtana a piaci folyamatok elemzésével nem foglalkozott, ez a gondolkodás akkoriban háttérbe szorult. Az ötvenes, de még a hatvanas évtizedben is sokszor napi érdekek és jó néhányszor dogmává merevült tudás – gyakran tudássá kikiáltott dogmák – alapján cenzúrázták meg eszmei örökségünket, tudományos és kulturális életünk maradandó termékeit. Hosszú ideig, lényegében az 1980-as évtized elejéig az említett időszak eredményeit megalapozatlanul, az eredeti művek ismeretének hiányában sematikusan ítélték meg. Kondratyjev nevét a hazai közgazdász kutatók 1979-ig meg se említették. A nyugati szakirodalomban is mintha elfelejtették volna Kondratyjev nevét és kutatási eredményeit. 1945-1950 körül megkezdődött a Kondratyjev-ciklus felszálló ága és 1896-tól az évszázados trend is felszálló ágban volt egészen 1973-ig. Úgy tűnt az 1960-as években, hogy a nyugati országokban el lehetett felejteni a válságokat. Az 1973-as olajválság megváltoztatta a közgazdász a kutatók nagyobb részének véleményét. 1979-ben kiderült, hogy az 1945 óta tartó felszálló ág, az évszázados trendé és a Kondratyjev-ciklusoké megfordult és elkezdődött a leszálló ág, világméretű válság alakult ki.
Kondratyjev féle hosszú ciklusok igazolása az 1973-as olajválság után Nyugat-Európa  szakmai köreiben megkezdődött. Erről a tényről több hazai folyóirat beszámolt. Ezeket a híradásokat azért engedélyezték, mert úgy vélték, az 1973-ban kezdődő válság csak a tőkés társadalmakat sújtja a szocialista országokat nem. Néhány példa.
- „Hangok a nyugati sajtóból a világgazdaság helyzetéről.” A tudósok tanácstalansága. Schumpeter tanítványai, így például a nyugat-berlini Gerhard Menschtől a következőt idézték: „Ha a mostani Kondratyev-hullám lefolyása hasonlítani fog az elődökéhez, Mensch véleménye szerint a technológiai tespedés még 10–12 évig tart, éles világgazdasági válságba torkollik, majd azután „mélyreható technikai újításoknak féktelen áradata következik be.” Nemzetközi Szemle. 1975-03-01/3. szám.(Összeállította: Dr. Perneczky Béla) [24]
- Vita. Gergely István. Külső infláció-gazdasági tisztánlátás és aktív cserearány-politika. Közgazdasági Szemle. 1975. december.[25]
- Eric Hobsbawm: A kapitalizmus válsága történelmi perspektívában. Marxism Today. A tanulmány részletesen foglalkozik Kondratyjev elméletével. Közli a Nemzetközi Szemle. 1976-03-01/ 3. szám.[26]

1987 előtt először történészek, pl. Berend T. Iván és főleg Kövér György, majd közgazdászok, pl. Bródy András, Bujdosó Dezső, ifj. Marosán György és Sipos Béla, a politológusok között meg Ágh Attila publikáltak önálló kutatásokon alapuló tanulmányokat a Kondratyjev-ciklusok témakörében. (ARCANUM Digitális Tudománytár és a KSH Statisztikai Szemle Archívum alapján) Az Annales-iskola tagjai 1945 után is kitartottak a hosszú ciklusok elmélete mellett és széleskörű kutatásokat végeztek, igazolták a Kondratyjev-ciklusok létezését a középkorban is. Véleményük szerint a Kondratyjev-ciklus is duplázódik, sőt feltételezhető, hogy a duplázódás folytatódik, bár ezt nehéz bizonyítani. A világökonómia idejének jellemzésére az árak és részben a bérek idősorait használták. Fernand Braudel 1956 és 1968 között szerkesztője volt annak az Annales címet viselő folyóiratnak, amely szemléletével új iskolát teremtett. Magyarországon a Világtörténet 1980. 4. számában – magyarázó szöveg nélkül közölte Fernand Braudel: A tér és idő felosztása Európában c. könyv I. fejezetét (11-70), ami részletesen tárgyalja a Kondratyjev-ciklusokat.

## Kondratyjev elmélete
A  következő négy konjunktúra-ciklust különbözteti meg a nemzetközi szakirodalom:
- a Kitchin-[28]  vagy leltár [készlet] ciklus 3-5 éves;
- a Juglar- [29] vagy állandó befektetési ciklus 8-10 éves;
- a Kuznets- vagy építési ciklus, 15-20 éves; ezt Kondratyjev még nem ismerte, mert Kuznets 1930-ban publikálta a könyvét.[30]
- a Kondratyjev- vagy hosszú hullámok ciklus, 45-60 éves

Ezen kívül vannak évszázados trendek is, tehát a Kondratyjev-ciklusok is duplázódnak, de ettől Kondratyjev eltekintett.
Az első szinten Kondratyjev a piaci kínálatot tekinti változatlannak. Egyes áruk és javak ugyanis átalakítás nélkül rövid ideig funkcionálnak. Ide sorolható nagyon sok fogyasztási cikk, számos nyersanyagféleség és termelési eszköz. Ezen javak állományának cseréje és bővítése folyamatosan és rövid (1–4 év) időszak alatt megtörténhet. A második, már hosszabb periódusban az állótőke gépi állományát tekinti Kondratyjev változatlannak. Ide tartozik a termelési eszközök  (gépek, berendezések) nagy része. Utal Kondratyjev arra, hogy Marx megállapította, hogy a tízévenként visszatérő válságok vagy középciklusok anyagi alapja a tíz év élettartamú termelőberendezések anyagi elhasználódása, cseréje és bővítése, mivel az lökésszerűen történik. A fehérorosz származású, közgazdasági Nobel-emlékdíjas Simon Kuznets (Szemjon Abramovics Kuznyec) megállapította, hogy a lakó- és termelő üzemi célokat szolgáló épületek előállítási ideje, cseréje, illetve élettartama lengéseket okoz, amit nem tekintett ciklusnak. Ez az időtartam véleménye szerint 21–23 évre tehető. Így harmadikként egy középtávú egyensúlyi típus alakul ki. A negyedik egyensúlyi típus a hosszú ciklus anyagi bázisát Kondratyjev szerint az alapvető, évtizedekig funkcionáló tőkejavak állományának értékcsökkenése, pótlása és növekedése teremti meg. Ide olyan tőkejavak sorolhatók, mint a hatalmas építmények, a jelentős vasútvonalak, a csatornaépítés, a talajjavító berendezések, a kvalifikált munkaerő képzése stb.
A különböző periódusú gazdasági hullámzások összekapcsolhatók, a befektetések egyedi típusaival: a Kitchin- a készlet befektetéssel, a Juglar- a gépekbe és az eszközökbe történő befektetéssel, a Kuznets- az építési befektetéssel és végül a Kondratyjev-ciklus az alaptőkejavak létrehozásával. Természetesen más tényezők is szerepet játszanak a különböző periódusú ciklusok létrejöttében. [pl. az alapinnovációk a hosszú ciklusok létrejöttében, a napfoltok változása (William Stanley Jevons és Henry Ludwell Moore), pszichológiai tényezők [pl. Arthur Cecil Pigou stb.]. Látható, hogy a ciklusok időtartama [periódusa] duplázódik. Ugyanakkor a különböző időtartamú  ciklusok egyidejűek, keverednek, mozgásukkal csökkentik vagy növelik az  egész hullámzás amplitúdóját. Ha például az évszázados trend felszálló ága találkozik a Kondratyjev-ciklus leszálló ágával, akkor ez a válságot mérsékli, ellenkező esetben erősíti. Itt is érvényesül a fizikából ismert interferencia jelensége illetve törvénye. Egyszerű technikai eljárásokkal a ciklusokat részmozgásokra oszthatjuk, egyiket-másikat kiszűrhetjük a vizsgálni kívánt mozgás kimutatása érdekében.
Kondratyjev vizsgálatait kizárólag a kapitalista társadalom viszonyaira korlátozta. A gazdasági változások között evolucionárius, azaz megfordíthatatlan és konjunkturális, azaz megfordítható folyamatokat különböztetett meg. Megfordíthatatlannak tekintette például a népesség – illetve termelés-növekedési folyamatokat [más terminológiában ez határozza meg a növekedési pályát] megfordíthatónak, tehát hullámzónak, ismétlődőnek minősítette az árak – a kamatláb, a munkanélküliség aránya stb. – folyamatokat. A gazdasági fejlődés egésze véleménye szerint megfordíthatatlan folyamat, amelyben a haladás szakaszokon keresztül jut előre. Bizonyos elemek [árak, bérek, kamatlábak stb.] konjunkturális hullámzással jellemezhetők, más elemeknél az ingadozás komplex, a trendet és a különböző hullámzásokat együtt tartalmazza. Ez a megkülönböztetés meghatározza az igénybe vehető módszereket is. Kondratyjev vizsgálati módszerének az a lényege, hogy az árakat egyszerű statisztikai indexszel ábrázolja, egyes pénzügyi [kamatráta, bérek], a vegyes jellegű [külkereskedelmi forgalom], illetve tisztán naturális sorok esetében a trendtől való eltérés számítási módszerét alkalmazza. Az utóbbiaknál [külkereskedelem és termelés, valamint fogyasztás] mindig egy főre jutó adatokat használ, és a legkisebb négyzetek módszerével számított trendtől való eltéréseket vizsgálja úgy, hogy 9 éves mozgóátlagolással megpróbálja kiszűrni a rövidebb ciklusú mozgásokat. Additív, (összegszerű) kapcsolat esetén kivonta, multiplikatív (szorzat) kapcsolat esetén osztotta az eredeti idősort és a trendet. Kondratyjev francia, angol, német, amerikai (USA-beli) és a világgazdaságra vonatkozó sorok felhasználásával empirikus adatbázison – az ismertetett módszerrel – bizonyítja a hosszú hullámokra vonatkozó elméletét. A 21 naturális mutató közül csak 6 esetében nem tudta kimutatni a hosszú hullámzásokat. Ez utóbbiakat is ismerteti, ami tudományos objektivitására jellemző.
Kondratyjev végső következtetése: feltételezhető, hogy a kapitalista gazdaságban hosszú hullámok léteznek, amelyek átlagosan 50 évig tartanak. Kondratyjev 25 százalékos idő tartameltérést is megengedhetőnek tartott. Kondratyjev három hosszú ciklust mutatott ki. A későbbi vizsgálatok szerint 1930-tól 1945-ig leszálló ág következett be, az 1945–1973 között felszálló ág tekinthető a negyedik Kondratyjev-ciklusnak. A leszálló ág 1973 körül kezdődött és 2000 körül végződött. A felszálló ág valószínűleg 2000 után lesz. A 2008-ban kirobbant gazdasági világválság nem a Kondratyjev ciklusokkal magyarázható.
A Kondratyev ciklusok alakulása:
1790–[1815]–   1850                       1. Kondratyjev-ciklus, periódusa 60 év
1850–[1875]–   1896                       2. Kondratyjev-ciklus, periódusa 46 év
1896–[1930]–   1945                       3. Kondratyjev-ciklus, periódusa 49 év
1945–[1973]–   2000                       4. Kondratyjev-ciklus, periódusa 55 év
Az évszázados trendek alakulása:
1740-[1817]-1896 periódusa 156 év.
1896-[1973]-?
Kondratyjev négy empirikus szabályszerűséget állapított meg, ezek a következők:
- A hosszú ciklusok emelkedő hullámának kezdete előtt vagy a kezdetekor lényeges változások mennek végbe a gazdasági életben; találmányok születése és alkalmazásuk, változások a termelési viszonyokban, a világgazdasági kapcsolatok kiszélesedése, a pénzforgalom változásai, az aranytermelés felfutása.
- A hosszú ciklusok emelkedő hullámának időszakában sokkal gyakoribbak a társadalmi megrázkódtatások és fordulatok [forradalmak, háborúk];
- A hosszú ciklusok csökkenő hullámának időszakában a mezőgazdaság is tartós válságban van;
- A hosszú ciklusok hanyatló periódusában a 8-11 éves közepes ciklusok depressziós szakaszai hosszabbak és mélyebbek, míg a fellendülés rövid és gyenge

Excel parancsfájlok a Kitchin- és a Kondratyev- siklusok empirikus vizsgálatához.
- Kitchin féle (3-5) éves rövid, a Kondratyjev féle (45-60) éves hosszú és az évszázados trendek kimutatására, empirikus vizsgálatára Kehl Dániel és Sipos Béla a A Pécsi Tudományegyetem Közgazdaságtudományi Karán Magyarországon elsőként parancsfájlokat dolgoztak ki. Ld.:idősor
- Letölthető és ingyen használható:[31][32] Kehl Dániel–Sipos Béla: Excel parancsfájlok felhasználása statisztikai elemzésekhez, teljes.[33]
- Kehl Dániel-Sipos Béla. Excel parancsfájlok felhasználása a statisztikai elemzésekben. Oktatási segédlet. Gyakorlati alkalmazások. OSZK-MEK (PDF és XLSM) (magyar nyelven). (Hozzáférés: 2022. március 1.)
- Kehl Dániel–Sipos Béla: Excel parancsfájlok felhasználása statisztikai elemzésekhez.[33] válassza a determinisztikus idősorkutatás.zip-et, ezen belül
- a rövid ciklusok átlagos periódushosszának becslésére használjuk:
  - ciklusfordulópontokszámítása.xlsm
  - ciklusfordulópontokszámítása10ezeradat.xlsm
- a rövid és hosszú konjunktúra-ciklusok becslésére már használhatjuk a trend-szezon –hibaszámítás Excel parancsfájlot, mert ismerjük a legrövidebb átlagos periódus hosszát, ez lesz a mozgó átlag tagszáma
  - trend-szezon-hibaszámítás.xlsm
  - trend-szezon-hibaszámítás10ezeradat.xlsm

Ha csak rövidebb ciklusokat vizsgálunk, akkor a szezonhatást küszöböljük ki mozgóátlagolással, s ezután a trendhatást. Havi adatoknál 12 tagú, negyedéves adatoknál 4 tagú általában mozgóátlagolást alkalmazunk.  A Kondratyjev féle hosszú ciklusok kimutatásánál  éves adatokkal számolunk, legalább 100 év adatára van szükség, a ciklusforduló pontok számításával nyert periódussal dolgozunk, ha pl. ez 5 év akkor 5 éves mozgó átlagolással a Kitchin ciklust, 10 éves mozgó átlagolással a Juglar ciklust, 20 éves mozgó átlagolással a Kuznetz ciklust tudjuk kiküszöbölni. A program lehetővé tesz a lineáris vagy a lineárisra visszavezethető (féllogaritmikus, exponenciális, hiperbolikus, parabolikus stb.) trendek becslését, ezek tesztelését és grafikus ábrázolását, az additív (összegszerű)és multiplikatív (szorzatszerű) kapcsolatok modellezését.

## Legfontosabb publikációi
- Развитие хозяйства Кинешемского земства Костромской губернии: Соц.-экон. и фин. очерк. – Кинешма: Изд. Кинешем. уезд. земства, 1915. – 446 с.: табл., диагр. (Разд. паг.)
- Кондратьев Н. Д. 1925: Большие циклы конъюнктуры. Вопросы конъюнктуры. – М., 1925. – Т. 1, вып. 1. – С. pp. 28–79.
- Kondratieff, N. D. The static and the dynamic view of economics // The Quarterly Journal of Economics. – Boston-Cambridge, 1925. – Febr., Vol.39, N 4. – P.575-583.
- Kondratieff, N. D. 1926: Die langen Wellen der Konjunktur. Archív für Sozialwissenschaft und Sozialpolitik. Berlin. 56. köt. pp. 573–609.
- Kondratieff, N. D. 1935: The long waves in economic life. The Review of Economic Statistics. 17. évf. 6. sz. Nov. pp. 105–115.
- Kondratieff, N. D. 1979: The long waves in economic life. Review.  2. évf. 4. sz. pp. 519–562.
- Kondratyev, N. D. 1980: A gazdasági fejlődés hosszú hullámai. Történelmi Szemle. 22. évf. 2. sz. pp. 241–269.[34]
- Kondratyev, N. D. – Oparin, D. I. 1989: A konjunktúra nagy ciklusai. Politikai gazdaságtan füzetek. 66. Szerkesztette: Mihalik István. Fordította és a bevezető tanulmányt írta: Simanovszky Zoltán. Kiadja: az MKKE Politikai Gazdaságtan Oktatók Továbbképzési és Információs Központja. Budapest. Az eredeti mű: Кондратьев Опарин Д. И. [1928]: Большие циклы конъюнктуры: Доклады и их обсуждения в Институте экономики. – М.
- Kondratyev, N. D.: A gazdasági konjunktúra nagy ciklusai PDF Előadás (1926) In: Magyar Filozófiai Szemle, 1988/5–6. szám, 565–617. o. Kövér György bevezetőjével.
- Проблемы экономической динамики / Редкол.: Абалкин Л.И. (отв. ред.) и др.: Сост.: Белянова Е.В. и др.; Отд-ние экономики АН СССР. Ин-т экономики АН СССР. – М.: Экономика, 1989. – 525 с.: ил. – (Экон. наследие). – Библиогр.: с.502-520. – Предм., имен. указ.: с.521-524.